# Buchnera peduncularis
Buchnera peduncularis är en snyltrotsväxtart som beskrevs av John Patrick Micklethwait Brenan. Buchnera peduncularis ingår i släktet Buchnera och familjen snyltrotsväxter. Inga underarter finns listade i Catalogue of Life.